# Panaretella distincta
Espèce
Synonymes
- Panaretus distinctus Pocock, 1896

Panaretella distincta est une espèce d'araignées aranéomorphes de la famille des Sparassidae.

## Distribution
Cette espèce est endémique du Cap-Oriental en Afrique du Sud.

## Description
La femelle holotype mesure 13 mm.

## Publication originale
- Pocock, 1896 : Descriptions of some new South African spiders of the family Heteropodidae. Annals and Magazine of Natural History, sér. 6, vol. 17, p. 55-64 (texte intégral).